# Największe widowisko świata
Największe widowisko świata (ang. The Greatest Show on Earth) – amerykański dramat filmowy z 1952 roku w reżyserii Cecila B. DeMille’a. Zdjęcia kręcono w Sarasota na Florydzie.
Obraz nagrodzony Oscarem dla Najlepszego Filmu Roku oraz Złotym Globem dla Najlepszego filmu dramatycznego.
Podczas realizacji filmu reżyser wymagał od aktorów, aby naprawdę nauczyli się sztuczek akrobatycznych.

## Obsada
- Betty Hutton – Holly
- Cornel Wilde – Wielki Sebastian
- Charlton Heston – Brad Braden
- James Stewart – Klaun
- Dorothy Lamour – Phyllis
- Gloria Grahame – Angel
- Henry Wilcoxon – agent FBI Gregory
- Lyle Bettger – Klaus
- Lawrence Tierney – pan Henderson

## Nagrody Akademii Filmowej
| Status    | Nagroda                         | Zwycięzca/Nominowany                                          |
| --------- | ------------------------------- | ------------------------------------------------------------- |
| NAGRODA   | Najlepszy Film                  | Cecil B. DeMille (Producent)                                  |
| NAGRODA   | Najlepszy Scenariusz Oryginalny | Fredric M. Frank Theodore St. John Frank Cavett (Scenarzyści) |
| NOMINACJA | Najlepszy Reżyser               | Cecil B. DeMille (Reżyser)                                    |
| NOMINACJA | Najlepsze Kostiumy Kolorowe     | Edith Head Dorothy Jeakins Miles White (Kostiumolodzy)        |
| NOMINACJA | Najlepsze Montaż                | Anne Bauchens (Montażystka)                                   |